# Roger Bernardo I de Foix
Roger Bernardo I el Gordo (¿?-1188), Conde de Foix que sucedió a su padre Roger III de Foix a su fallecimiento en 1148.
Casó con Cecilia Ferrana de la casa de los Trencavel de Carcasona-Béziers (hija de Raimundo Trencavel) de la que tuvo seis hijos: Geralda (esposa de Bernardo I de Armagnac, vizconde de Fesezaguet); Esclarmunda (esposa de Jordan III de Ille Jordan, vizconde de Grimoes), Raimundo Roger I (sucesor en el condado); Sibila (esposa de Roger I, vizconde de Conserans); Roger (fallecido en 1182 sin hijos); y una hija de nombre no conocido que casó con Guillermo Arnaldo, señor de Marcafava.
En 1185 recibió el gobierno delegado de Provenza de manos del rey de Aragón Alfonso II el Casto.
Murió en 1188 y fue enterrado en la Abadía de Bulbona.
| Predecesor: Roger III de Foix | Condado de Foix 1148-1188 | Sucesor: Raimundo Roger I |

- Datos: Q639401